# Suresh Productions
Suresh Productions – indyjska wytwórnia produkcji i dystrybucji filmów tollywoodzkich (indyjska kinematografia filmów w telugu). Jej pierwszą produkcją było Ramudu Bheemudu z N.T. Rama Rao w roli tytułowej.
Założona w 1964 r. przez D. Ramanaidu, jest obecnie jednym z największych studiów filmowych w Indiach. Ma swoją siedzibę w Hajdarabadzie.
Firma wyprodukowała i dystrybuowała więcej niż 150 filmów, łącznie w 13 indyjskich językach, w przeciągu niecałych 60 lat swojego istnienia.